# Раставица
Раставица (алб. Rastavicë) је насељено место у општини Дечани, на Косову и Метохији. Према попису становништва из 2011. у насељу је живело 1.238 становника.
Током Другог светског рата српску цркву у селу су порушили Албанци.

## Становништво
Према попису из 2011. године, Раставица има следећи етнички састав становништва:
| Националност | 2011.          |
| Албанци      | 1.226 (99,03%) |
| Бошњаци      | 6 (0,485%)     |
| недоступно   | 6 (0,485%)     |
| Укупно       | 1.238          |

| Демографија | Демографија | Демографија |
| Година      | Становника  | Становника  |
| ----------- | ----------- | ----------- |
| 1948.       | 461         |             |
| 1953.       | 505         |             |
| 1961.       | 525         |             |
| 1971.       | 685         |             |
| 1981.       | 931         |             |
| 1991.       | 1.154       |             |
| 2011.       | 1.238       |             |